# Жошыбаев, Рапиль Сейтханович
Рапиль Сейтханович Жошыбаев (каз. Рәпіл Сейітханұлы Жошыбаев; род. 22 августа 1963 года, ст. Акыр-Тобе, Луговской район, Джамбульская область, Казахская ССР) — казахстанский государственный деятель и дипломат. Чрезвычайный и Полномочный Посол Республики Казахстан в Кыргызской Республике (с апреля 2021 года).

## Биография
Происходит из рода сикым племени дулат. Окончил в 1985 году Киргизский государственный университет, в 1992 году — Санкт-Петербургский университет экономики и финансов. В 1996 году получил учёную степень доктор экономических наук, тема диссертации: «Государственное регулирование ресурсосбережения в промышленности (на примере Республики Казахстан)».
1985—1988 гг. — сотрудник в структурах государственного экономического планирования Киргизской ССР.
1988—1889 гг. — стажёр-исследователь Ленинградского финансово-экономического института им. Вознесенского.
1993—1996 гг. — третий секретарь, второй секретарь Управления международных экономических отношений Министерства иностранных дел Республики Казахстан.
1996—1998 гг. — начальник отдела департамента СНГ МИД РК.
1998 — август 2000 года — первый секретарь, советник посольства Казахстана в странах Балтии.
Август 2000 года — июль 2003 года — заместитель шефа протокольной службы президента Казахстана.
Июль 2003 года — октябрь 2004 года — заведующий отделом по межконфессиональным отношениям Администрации президента Казахстана.
Октябрь 2004 года — октябрь 2007 года — заместитель министра иностранных дел Казахстана.
Октябрь 2007 года — май 2013 года — ответственный секретарь Министерства иностранных дел Казахстана.
24 мая 2013 года — март 2016 года — первый заместитель Министра иностранных дел Казахстана.
Февраль 2013 года — январь 2018 года — комиссар Международной специализированной выставки ЭКСПО-2017.
Февраль 2018 года — 2020 год — руководитель НАО «Международный центр зелёных технологий и инвестиционных проектов».
С 19 апреля 2021 года — Чрезвычайный и Полномочный Посол Республики Казахстан в Кыргызской Республике.